# Canoparmelia singularis
Canoparmelia singularis är en lavart som beskrevs av Krog & Swinscow. Canoparmelia singularis ingår i släktet Canoparmelia och familjen Parmeliaceae.   Inga underarter finns listade i Catalogue of Life.